# Hadres
Hadres est une commune viticole autrichienne du district de Hollabrunn en Basse-Autriche.

## Géographie
La plus longue ruelle de caves à vin en Autriche (Kellergasse) s'étend à Hadres sur 1,6 km, avec 400 caves.